# Gail Parent
Gail Parent (n. en 1940) es una guionista y productora de televisión, y escritora estadounidense.
La carrera de guionista de Parent comenzó en 1971 con un episodio de The Mary Tyler Moore Show. Al año siguiente su novela Sheila Levine is Dead and Living in New York City (Sheila Levine murió y vive en Nueva York, en español), la cual era la crónica de las desventuras románticas de una poco apuesta y pasada de peso heroína judía en Manhattan, se convirtió en un best-seller que más tarde sería la base de un film homónimo protagonizado por Jeannie Berlin. Si bien el guion fue luego adaptado por otra persona, ella escribió las bases de las películas de Barbra Streisand: The Main Event (1979) y Confessions of a Teenage Drama Queen (2004).
Parent coescribió el guion del musical de 1974 Lorelei. Es su único crédito en Broadway.
Los más grandes éxitos de Parent han sido en televisión, destacándose The Golden Girls y los sketchs cómicos de Tracey Takes On... protagonizados por Tracey Ullman, siendo en este caso productora y guionista. Además escribió episodios de The Smothers Brothers Show, The Carol Burnett Show, Rhoda, Steven Spielberg´s Amazing Stories,  Babes y Finder of Lost Loves, y el especial musical de variedades Sills and Burnett at the Met.    
Fue galardonada con un Premio CableACE y dos Emmys, además de ser nominada a doce Emmys y dos premios Writers Guild of America.